# Estação Ferroviária de Fontainhas
A Estação Ferroviária de Fontainhas é uma interface encerrada da Linha do Porto à Póvoa e Famalicão, que servia a localidade de Fontainhas, no Município de Póvoa de Varzim, em Portugal. Entrou ao serviço em 7 de Agosto de 1878.

## História

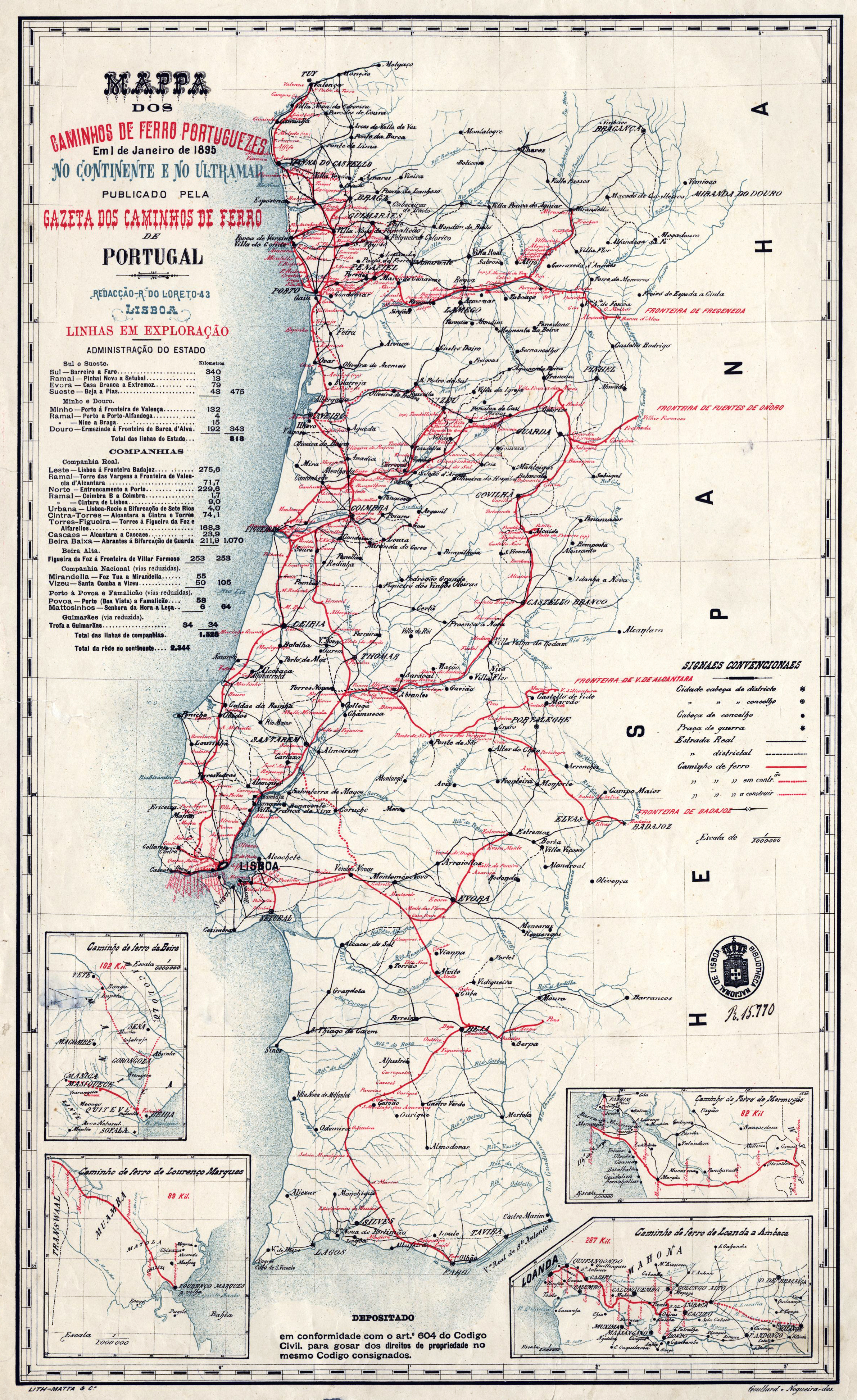
Mapa dos caminhos de ferro em 1895, onde se pode ver a localização da estação de Fontainhas.

O troço entre Póvoa de Varzim e Fontainhas abriu à exploração em 7 de Agosto de 1878. O lanço seguinte da linha, até Famalicão, entrou ao serviço em 12 de Junho de 1881.

## Futuro
A estação ferroviária das Fontainhas foi recuperada através de um investimento de 400 mil euros e inauguração da requalificação foi feita em Março de 2024. A estação vai ser transformada em cafetaria.